# Fabrizia Ramondino

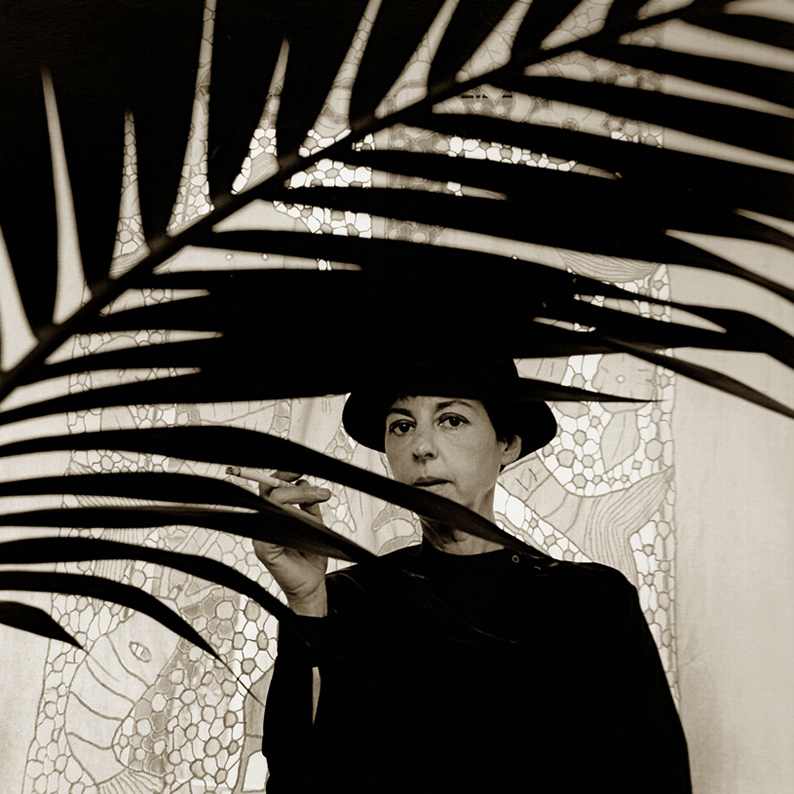
Fabrizia Ramondino (1987)

Fabrizia Ramondino (* 31. August 1936 in Neapel; † 23. Juni 2008 bei Gaeta) war eine italienische Schriftstellerin, Drehbuchautorin, Übersetzerin und Literaturkritikerin. Ihr Gesamtwerk umfasst Romane, Erzählungen, Gedichte, Drehbücher und Theaterstücke sowie Essays und Kritiken. Es wurde gemutmaßt, dass sie ihre Werke auch unter dem Pseudonym Elena Ferrante veröffentlichte, was widerlegt wurde, als auch nach ihrem Tod Bücher unter diesem Pseudonym erschienen.

## Leben
Fabrizia Ramondino wurde 1936 in Neapel geboren. Als Tochter eines Diplomaten wuchs sie in Palma de Mallorca, Neapel und Frankreich auf. Sie studierte deutsche Literatur an der Ludwig-Maximilians-Universität München und Romanistik in Frankreich.
Sie kehrte 1957 nach Italien zurück, wo sie in den 1960er Jahren in der Neuen Linken aktiv war. Von 1966 bis 1982 arbeitete sie als Lehrerin in Neapel. Danach wurde sie freie Schriftstellerin.
1981 wurde ihr Erstlingswerk Althénopis veröffentlicht. Viele ihrer Werke wurden von Maja Pflug ins Deutsche übersetzt, die unter anderem dafür mit dem Deutsch-Italienischen Übersetzerpreis ausgezeichnet wurde.
Ramondino ertrank 2008 im Meer bei Gaeta im Alter von 71 Jahren.

## Werke (Auswahl)
- Althénopis, Zürich 1986
- Blühende Mandelbäume, Zürich [u. a.] 2004
- Im Spiegel einer Insel, Zürich [u. a.] 1999
- Jedes Wesen schreit stumm, Zürich [u. a.] 2002
- Die Katze und andere Erzählungen, Zürich [u. a.] 2006
- Nicht sehr verläßlich zu Haus …, Zürich 1992
- Ein Tag und ein halber, Zürich 1989
- La via, Zürich [u. a.] 2010
- Die Vögel des Narcís, Zürich 1987

## Auszeichnung
- 1999 Premio Grinzane Cavour